# Cyathea bicrenata
La guayaba de montaña o helecho arborescente (Cyathea bicrenata) es una especie pteridofita de la familia Cyatheaceae. Se trata de un helecho arborescente que alcanza hasta 15 m de altura, las hojas se encuentran divididas en pinnas sin pedicelo, las pínulas miden hasta 12 cm de largo y 2.5 cm de ancho. El raquis es espinoso, con pelos de 1 a 2 mm. El nombre del género Cyahtea se deriva del griego “kyatheon” (copa) por la forma de los esporangios, la especie, C. bricrenata, hace referencia a la forma del borde de las láminas del fronde1. En la NOM-059-SEMARNAT-2010 aparece bajo el nombre Alsophila bicrenata; la base de datos de TROPICOS marca como nombre aceptado a Trichipteris bicrenata (Liebm.) R.M. Tryon.

## Clasificación y descripción
Tallo de hasta 15 m de altura, pecíolo con espinas y pelos, de color pajizo a pardo amarillento, tricomas 1-3 mm, escamas de 15-20 a 2-4 mm, de forma lanceolada. La lámina foliar es pinnado-pinnatífida, las pinnas son sésiles, las pínulas miden de 8-12 x 2-2.5 cm, sésiles. Raquis espinoso, con pelos de 1-2 mm, las costillas de los últimos segmentos son escamosas, las escamas son enteras, blancas a doradas, el ápice es acuminado; nervaduras de 7-10 pares por segmento; el tejido laminar entre las nervaduras es glabro o raramente peloso; soros medios; parafisos en su mayoría más cortos que los esporangios, inconspicuos, delgados, indusio ausente.

## Distribución
Esta especie es nativa de México, se localiza en la Sierra de Santa Martha, en Banderilla y en Coatepec, en el estado de Veracruz, y en los estados de Chiapas, Guerrero, Oaxaca y Puebla. También se localiza en Costa Rica. Con el nombre sinónimo Cyathea bicrenata se ha registrado en Guatemala, Honduras, Nicaragua, Panamá y Colombia.
En México se ha colectado en los estados de Guerrero, Oaxaca, Puebla y Veracruz, se extiende su distribución hacia Centroamérica en Guatemala, Honduras, El Salvador, Nicaragua, Costa Rica y Panamá.

## Ambiente
Esta especie se distribuye en el los bosques mesófilos de montaña, y en selva alta perennifolia. La temperatura promedio anual  en su área de distribución es de 20.3 °C, y la precipitación anual es de 2405 mm, en una altitud que va de 1000 a 2000 m s. n. m. .

## Estado de conservación
Esta especie se encuentra amenazada debido al pequeño territorio que ocupa el bosque mesófilo de montaña: menos del 1% del territorio mexicano, dado que el cambio en el uso del suelo representa una amenaza real y grave a este tipo de hábitat, se encuentra listada en la NOM-059-SEMARNAT-2010 en la categoría Sujeta a Protección Especial (Pr). En la Unión Internacional para la Conservación de la Naturaleza (UICN) aparece bajo la categoría de No Evaluada (NE). El género Cyathea, sinónimo de Alsophila, se encuentra en el Apéndice II de la CITES. Al ser una especie amenazada en México, se halla regulada bajo el Código Penal Federal, la Ley General del Equilibrio Ecológico y Protección al Ambiente, y la Ley General de Vida Silvestre.

## Usos
Ornamental